# کششوویتسه
کششوویتسه (به لاتین: Krzeszowice) یک شهر در لهستان است که در Gmina Krzeszowice واقع شده‌است.

## خصوصیات
کششوویتسه ۱۶٫۸۴ کیلومترمربع مساحت و ۹٬۹۴۲ نفر جمعیت دارد.